# Every Best Single 2
Every Best Single 2 è un album discografico di raccolta del gruppo musicale giapponese Every Little Thing, pubblicato nel 2003.

## Tracce
1. Pray – 5:30
2. Sure – 4:56
3. Rescue Me – 4:21
4. Ai no Kakera (愛のカケラ) – 4:54
5. Fragile – 4:52
6. Graceful World – 5:11
7. Jump – 4:07
8. Kiwoku (キヲク) – 5:26
9. Sasayaka na Inori (ささやかな祈り) – 4:55
10. Unspeakable – 4:24
11. Nostalgia – 5:49
12. Grip! – 4:51
13. Fundamental Love (ファンダメンタル・ラブ) – 4:17
14. For the Moment (Acoustic Version) – 4:14
15. Deatta Koro no Yō ni (出逢った頃のように) (Acoustic Version) – 5:10